# Diskriminierung
Diskriminierung bezeichnet im allgemeinen Sprachgebrauch in der Regel eine Benachteiligung oder Herabwürdigung von Gruppen oder einzelnen Personen nach Maßgabe bestimmter unterscheidender Wertvorstellungen oder aufgrund unreflektierter, z. T. auch unbewusster Einstellungen, Vorurteile oder emotionaler Assoziationen.
In wertneutraler Bedeutung bezeichnet Diskriminierung die Trennung oder unterschiedliche Behandlung von Objekten. Diese Begriffsbedeutung wird in Fachsprachen außerhalb der Sozialwissenschaften verwendet (siehe Diskrimination).

## Definitionen

### Begriffsgeschichte
Das Wort Diskriminierung stammt von dem aus dem lateinischen Verb discriminare „trennen, absondern, abgrenzen, unterscheiden“ im Spätlateinischen abgeleiteten Verbalsubstantiv discriminatio „Scheidung, Absonderung.“ Das Verb diskriminieren wurde im 16. Jahrhundert in der wertneutralen Bedeutung „unterscheiden, sondern, trennen“ ins Deutsche entlehnt und ist dort seit dem 19. Jahrhundert kontinuierlich belegt. Seit dem späten 20. Jahrhundert bedeutet es mit negativer Bewertung „jemanden herabsetzen, benachteiligen, zurücksetzen“, zunächst im politischen und dann vor allem im sozialen Bereich, während die ältere wertneutrale Bedeutung des Verbs nur noch fachsprachlich erscheint.
Das Verbalsubstantiv Diskriminierung ist im Deutschen seit dem frühen 20. Jahrhundert in der Bedeutung „Herabsetzung, Benachteiligung, Verunglimpfung“ etabliert, zunächst im Bereich der Wirtschaft (für handelspolitische und wirtschaftliche Diskriminierung) und dann auch für die Diskriminierung gesellschaftlicher Gruppen. In der wertneutralen Bedeutung „Unterscheidung“ ist auch Diskriminierung vereinzelt in fachsprachlichem Gebrauch anzutreffen.
Seit dem 19. Jahrhundert belegt ist als zweite Form der Entlehnung außerdem Diskrimination, das im fachsprachlichen Gebrauch seine wertfreie Bedeutung „Unterscheidung“ beibehalten hat, seit dem frühen 20. Jahrhundert aber auch in der Bedeutung von (gesellschaftlicher) Diskriminierung erscheint.
Die in der allgemeinen Erklärung der Menschenrechte von 1949 formulierte Definition ist bis heute dominant. Sie beschreibt Diskriminierung als ein Verhalten, „das auf einer Unterscheidung basiert, die aufgrund natürlicher oder sozialer Kategorien getroffen wird, die weder zu den individuellen Fähigkeiten oder Verdiensten noch zum konkreten Verhalten der individuellen Person in Beziehung stehen.“
Die Soziologie untersucht gesellschaftliche Diskriminierung und differenziert hierbei unter anderem zwischen individueller, struktureller, institutioneller und sprachlicher Diskriminierung. In Abgrenzung gegen die sozialpsychologische Vorurteilsforschung geht es also um soziale Bedingungen und Ursachen, die nicht nur auf individuelle Einstellungen reduzierbar sind. In der Rechtswissenschaft ist der Begriff enger gefasst und bezieht sich nur auf die Differenzierung wegen bestimmter enumerativ aufgeführter Gründe. Soziologie und Rechtswissenschaft gebrauchen den Begriff also in normativer Weise.
Diskriminierung wurde in der Soziologie zunächst als Handlung verstanden. Von Diskriminierung könne man sprechen, wenn das individuelle Handeln erkennbare Folgen habe, welche eingetreten seien, „weil Akteure andere Akteure aufgrund wahrgenommener sozialer oder ethnischer Merkmale als ungleiche bzw. minderwertige Partner angesehen und, im Vergleich zu den Angehörigen des eigenen Kollektivs, entsprechend abwertend behandelt haben.“ Benachteiligt würden Menschen aufgrund ethnischer bzw. sozialer Zuschreibungen als Fremde und Minderheiten. Ihre Möglichkeiten werden im gesellschaftlichen Zusammenhang beschränkt und diese Beschränkung werde als eine „natürliche“ begründet und gerechtfertigt.
Der Täter der sozialen Diskriminierung wird auch Diskriminator genannt.

### Ungleichbehandlung, Ungleichstellung, ungleiche Rechte
Soziale Ungleichheiten bzw. soziale Diskriminierungen aufgrund von Faktoren, welche vom Betroffenen beeinflussbar sind (Zugangsberechtigung zu Bildungseinrichtungen, Einkommenshöhe, soziales Verhalten), werden tendenziell eher akzeptiert bzw. toleriert als individuell nicht veränderbare Faktoren und Auslöser von Diskriminierungen (Ethnie, Geschlecht, Behinderung, Alter oder sexuelle Präferenzen). Eine hohe Akzeptanz gibt es auch für Bevorzugungen, die die Position anderer nicht verschlechtern (Beispiel: Erwachsene ohne Kinder werden nicht dadurch benachteiligt, dass Kinder ermäßigten oder freien Eintritt zu einer Einrichtung erhalten).
Generell gilt aber das, was etwa der Leitsatz des deutschen Bundesverfassungsgerichts über den Umgang mit dem Gleichheitsgrundsatz des Art. 3 GG ausdrückt: „Der allgemeine Gleichheitssatz des Art. 3 Abs. 1 GG gebietet dem Gesetzgeber, wesentlich Gleiches gleich und wesentlich Ungleiches ungleich zu behandeln.“ Die Gesetzgeber verwenden dazu die Begriffe Gleichbehandlung, Gleichstellung und Gleichberechtigung. So drückt das etwa der Artikel 7 des Bundes-Verfassungsgesetzes Österreichs aus, der besagt, dass alle Staatsbürger „vor dem Gesetz gleich“ seien und dass sich die öffentlichen Körperschaften „zur Gleichstellung von Mann und Frau“ zu bekennen haben und dazu, „Gleichbehandlung von behinderten und nichtbehinderten Menschen […] zu gewährleisten.“
Zu klären ist also immer, ob eine Ungleichheit „in der Natur der Sache liegt“ und folglich verschiedene rechtliche Regelungen erlaubt oder gar gebietet oder ob eine Regelung wesentlich Gleiches ungleich behandelt. Nicht jede Form von Ungleichbehandlung erfüllt das Begriffprofil der sozialen Diskriminierung. Einige Formen von Ungleichbehandlung sind nicht nur rechtlich geboten, sondern auch legitim.
- So muss der im Wesentlichen gleichen Fähigkeit des Vaters und der Mutter eines Kindes, persönlich für ihr Kind zu sorgen, dadurch Rechnung getragen werden, dass auch Väter Elternschaftsurlaub in Anspruch nehmen können. Ungleichbehandlungen von Männern und Frauen (z. B. bei Pausenregelungen) wären nur durch spezifische Notwendigkeiten wie die, ein Kind zu stillen, zu rechtfertigen. Der Schutz bei Schwangerschaft und Geburt aber ist geboten.
- Während die Geschlechter im Prinzip als unter gleichen Bedingungen gleichzustellend betrachtet werden (Gender-Mainstreaming), ist das bei Behinderten nicht so: Hier besteht ein Bekenntnis dazu, die Behinderung als Folge geringerer gesellschaftlicher Berücksichtigung von Ungleichem dadurch auszugleichen, dass trotz unterschiedlicher Voraussetzung jeder die gleichen Möglichkeiten zur Teilhabe haben sollte (Disability Mainstreaming, Universelles Design, Nachteilsausgleich).
- Die Unterscheidung zwischen Menschenrechten und Bürgerrechten: Die ungleichen Rechte von Staatsbürgern und Nicht-Staatsbürgern sind keine Diskriminierung, solange sie keine zwischenstaatlichen Abkommen verletzen, insbesondere die Forderungen über die grundlegenden Menschenrechte, zu denen sich die meisten Staaten der Erde mit der Unterschrift zur Menschenrechtserklärung bekannt haben.
- Rechtliche Bestimmungen über eingeschränkte Rechte Minderjähriger (Grund: mangelnde Reife, Schutzbedürftigkeit, politische Kontrolle)

Ungleichbehandlungen dürfen in Deutschland aufgrund des Artikels 3 Grundgesetz nur vorgenommen werden, wenn
- mit ihnen ein legitimer Zweck verfolgt wird
- die Ungleichbehandlung zur Erreichung des vom Gesetzgeber verfolgten Zwecks geeignet ist, also den angestrebten Zweck fördert
- sie erforderlich sind (es darf also kein milderes Mittel geben, mit dem sich gleichermaßen effektiv der Zweck erreichen ließe)
- das Gebot der Verhältnismäßigkeit beachtet wird, das heißt, wenn Maß und Gewicht der tatsächlichen Ungleichheit bzw. des mit der Ungleichbehandlung verfolgten Zwecks in einem angemessenen Verhältnis zum Maß und Gewicht der rechtlichen Ungleichbehandlung stehen.[13][14]

Weiterhin wurde zwischen „negativer“ (benachteiligender) und „positiver“ (begünstigender) Diskriminierung unterschieden (siehe unten im Abschnitt positive Diskriminierung). Nach Karl-Heinz Hillmann erhält die soziale Diskriminierung als Benachteiligung ihre soziale Relevanz erst unter Bezug auf die in einer Gesellschaft postulierten spezifischen Gleichheits- bzw. Gleichbehandlungsgrundsätze. Demnach muss immer unterschieden werden zwischen illegitimer, normativ unzulässiger Diskriminierung und sozial legitimer Ungleichbehandlung.
Auch eine Gleichbehandlung verschiedener Gruppen, die die Ungleichheit der Lebensverhältnisse nicht berücksichtigt, kann als Diskriminierung bewertet werden. So kritisiert Anatole France Normen, die „ohne Ansehen der Person“ gelten, indem er von der „majestätischen Gleichheit des Gesetzes, das Reichen wie Armen verbietet, unter Brücken zu schlafen, auf den Straßen zu betteln und Brot zu stehlen“, spricht.

## Diskriminierungstheorie (Soziologie)

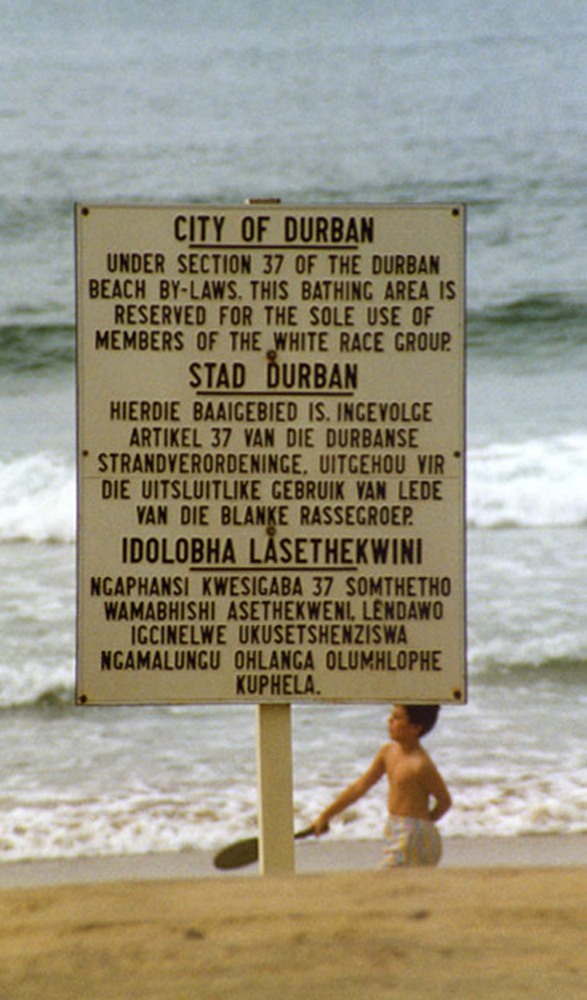
Für Weiße reservierter Badestrand in Südafrika (1989)

### Soziale Diskriminierung
Soziale Diskriminierung im engeren Sinne ist (nach Wagner u. a. 1990) die rein kategorische Benachteiligung von Personen aufgrund einer (meist negativen) Beurteilung.

#### Bewertung und Kategorisierung
Ausgangspunkt jeder Diskriminierung ist eine Bewertung von Lebewesen anhand von tatsächlichen oder zugeschriebenen gruppenspezifischen Merkmalen. Beispiele hierfür sind:
- Abstammung („Rasse“),[19] Hautfarbe oder Ethnie, nationale oder geografische[20] Herkunft[19] (Fremdenfeindlichkeit, Rassismus, Antisemitismus, Antiziganismus, übersteigerter Nationalismus, Chauvinismus, Regionalismus)
- Genetische Ausstattung (Genetische Diskriminierung)
- Geburt, soziale Herkunft (Klassismus) oder wirtschaftliche Verhältnisse[19]
- Sprache (Linguizismus)
- Alter (Altersdiskriminierung)
- Geschlecht (Sexismus, Queerfeindlichkeit, Transphobie)
- Religion (Religiöse Verfolgung, Christenverfolgung, Judenfeindlichkeit, Islamophobie)
- politische oder sonstige Überzeugung (politische Verfolgung, Diskriminierung von Atheisten und Agnostikern)
- sexuelle Orientierung (Heterosexismus, Homophobie)
- körperliche oder geistige Fähigkeiten und körperliches Erscheinungsbild (Ableism, Behindertenfeindlichkeit, Lookism, Audismus)

In Diskursen zur Tierethik wird der Speziesismus ebenfalls als Diskriminierung gegenüber Tieren bezeichnet.
Nach der Bewertung als Teil einer Kategorie werden die „Personen unter Absehung von ihren je besonderen Eigenschaften, Interessen und Verdiensten auf bloße Vertreter einer Kategorie reduziert“.
Diskriminierungstheorien wie die Triple-Oppression-Theorie oder die Intersektionalitätsforschung gehen davon aus, dass sich verschiedene Diskriminierungsformen überschneiden und verstärken bzw. in ihren Überschneidungen zu ganz neuen Diskriminierungen führen. Das Bielefelder Forschungsprojekt Gruppenbezogene Menschenfeindlichkeit geht davon aus, dass die verschiedenen Diskriminierungsformen ein Syndrom bilden, dem eine generalisierte Ideologie der Ungleichwertigkeit zugrunde liegt.
Bewertungsmaßstab können gesellschaftliche Normen einer Mehrheitsgesellschaft sein, die durch eine bewusste Entscheidung oder durch eine gesellschaftliche Entwicklung vorgegeben sind. Sie definiert den Standard, dem eine Person vermeintlich zu entsprechen hat. Als Norm einer Mehrheitsgesellschaft kann zum Beispiel „weiß, deutsch, männlich, heterosexuell, gesund, leistungsfähig, christlich“ gelten. Gegenstand von benachteiligender Diskriminierung sind deshalb meist gesellschaftliche Minderheiten. Aber auch Mehrheiten oder zahlenmäßig gleich stark vertretene Bevölkerungsanteile, wie beispielsweise Frauen in patriarchalen Gesellschaften, kolonisierte Bevölkerungsgruppen, benachteiligte Schichten in Klassengesellschaften oder Schwarze in Apartheidregimes, können diskriminierte Gruppen darstellen.
Ansatzpunkt für Diskriminierungen können auch Verhaltensweisen sein, auf die derjenige, der sie (regelmäßig) ausübt, fixiert wird. So wird z. B. jemand, der regelmäßig raucht, sprachlich zum Mitglied der sozialen Gruppe der „Raucher“. Auch solche Gruppen können zum Objekt einer gruppenspezifischen Diskriminierung (hier: einer „Raucherdiskriminierung“) werden. Eine Qualifizierung der Sanktionierung verbotenen Verhaltens (bis hin zur Strafverfolgung) als „Diskriminierung“ setzt allerdings voraus, dass die entsprechenden Verbote illegitim und rechtsstaatswidrig sind. Im Allgemeinen stellen Maßnahmen der Strafverfolgung keine Form der Diskriminierung dar.
Oftmals wird der Diagnose, wonach bestimmte Verhältnisse oder Verhaltensweisen „diskriminierend“ seien, entgegengehalten, diese Diagnose sei Ausdruck von „Sozialneid“.

#### Benachteiligung
Benachteiligungen können auf allen Ebenen des Lebens stattfinden, insbesondere in den Bereichen Wohnen, Arbeit (z. B. Berufsausübung, Entgelt), Recht (z. B. Freizügigkeit), Versorgung (z. B. Gesundheit), Bürokratie, Öffentlichkeit, Freizeit (z. B. Sport) und im Privatbereich.
Eine soziale Diskriminierung kann in vielen Erscheinungsformen auftreten. So unterscheidet man in der wissenschaftlichen und politischen Diskussion vor allem die
- bewusste von der unbewussten Diskriminierung[23]
- unmittelbare und mittelbare Diskriminierung[26]
- individuelle, strukturelle und institutionelle Diskriminierung[27]

### Unmittelbare/Direkte Diskriminierung
Wenn man in Deutschland von einer unmittelbaren Diskriminierung spricht, liegt eine unmittelbare Benachteiligung vor; sprich eine Ungleichbehandlung nach § 1 AGG, also aus Gründen der Rasse oder ethnischen Herkunft, des Geschlechts, der Religion oder Weltanschauung, einer Behinderung, des Alters oder der sexuellen Identität, vor. Ein Beispiel dafür sind Stellenausschreibungen, die bestimmte Altersgrenzen vorgeben und dadurch diskriminierend wirken. Ebenso fällt darunter die Entlassung einer Frau aufgrund ihrer Schwangerschaft oder die Ablehnung einer Person für eine Mitgliedschaft in einem Fitnessstudio wegen ihrer ethnischen Herkunft.

### Mittelbare/Indirekte Diskriminierung
Eine mittelbare Benachteiligung liegt in Deutschland vor, wenn eine Person nicht direkt wegen eines in § 1 AGG genannten Merkmals benachteiligt wird, sondern durch scheinbar neutrale Vorgaben. Diese Regeln gelten zwar grundsätzlich für alle, haben aber in der Praxis für bestimmte Gruppen nachteiligere Folgen. Ein Beispiel dafür wäre eine Stellenausschreibung, in der für eine Tätigkeit in einer Gärtnerei Deutsch als Muttersprache verlangt wird. Da für diese Arbeit nur geringe Sprachkenntnisse erforderlich sind, führt die Anforderung dazu, dass Menschen ohne Deutsch als Muttersprache – etwa Zugewanderte – benachteiligt werden.

### Mehrfach/- oder Mehrdimensionale Diskriminierung
Das Allgemeine Gleichbehandlungsgesetz (§ 4 AGG) schützt auch vor Benachteiligungen, die auf mehreren Faktoren beruhen, selbst wenn der Begriff „Mehrfachdiskriminierung“ darin nicht näher definiert ist. Eine solche mehrdimensionale Diskriminierung entsteht, wenn verschiedene Benachteiligungsgründe gleichzeitig auftreten und sich gegenseitig verstärken. Ein Beispiel für diese additive Diskriminierung wäre eine Frau mit Behinderung, die sich auf eine Stelle bewirbt: Zum einen hätte sie aufgrund ihrer Behinderung strukturell schlechtere Chancen auf dem Arbeitsmarkt, und zum anderen wäre sie als Frau einem erhöhten Risiko ausgesetzt, in der neuen Position schlechter bezahlt zu werden als ihre männlichen Kollegen (Gender-Pay-Gap). Beide Diskriminierungsformen lassen sich dabei getrennt voneinander identifizieren und untersuchen.

### Intersektionale Diskriminierung
Als Intersektionale Diskriminierung wird das Zusammenspiel oder „Überlappen“ verschiedener Diskriminierungsmerkmale beschrieben, die sich gegenseitig beeinflussen und nicht isoliert betrachtet werden können. Neben den im AGG geschützten Merkmalen können auch andere Faktoren eine Rolle spielen und in intersektionaler Weise Diskriminierung verstärken. Beispielsweise können sozialer Status, Erwerbssituation oder familiäre Verhältnisse zusätzliche Benachteiligungen begünstigen. So könnte eine kinderreiche geflüchtete Familie, die Sozialleistungen bezieht, bei der Wohnungssuche diskriminiert werden. Ein weiteres Beispiel sind rassistisch motivierte Einlasskontrollen in Clubs. Hier sind vor allem junge Männer betroffen, die als migrantisch wahrgenommen werden. In diesem Fall verstärken Alter, Geschlecht und ethnische Zuschreibung gemeinsam die Diskriminierung, sodass ihnen der Zutritt verwehrt wird.

### Individuelle Diskriminierung

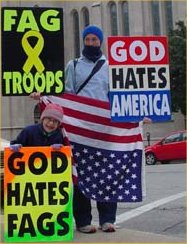
Demonstranten der homophoben Westboro Baptist Church in den USA

Individuelle Diskriminierungen (z. B. nach „schön“ und „hässlich“, oder „nahe-“ und „fernstehend“) sind in verschiedenen Theorieansätzen bei jedem sozialen Akteur nie gänzlich zu vermeidende Verhaltensmuster. Individuelle Diskriminierung kann im Zusammenhang mit struktureller oder institutioneller Diskriminierung erfolgen und bewusst oder unbewusst ausgeübt werden. Allgemein wird zwischen Vorurteil, Stereotyp und konkreter Diskriminierung unterschieden. Gegenüber Personen, die zu bestimmten Gruppen gezählt werden, bezeichnen
- Stereotype: hauptsächlich generalisierte Überzeugungen und Meinungen
- Vorurteile: darüber hinaus auch allgemeine Bewertungen, gefühlsmäßige Reaktionen und Verhaltensdispositionen
- individuelle Diskriminierungen: konkrete Handlungen und Verhaltensweisen durch einzelne Personen

Die Ermittlung diskriminierender Einstellungen findet mittels der Vorurteilsforschung statt.

### Strukturelle Diskriminierung
Strukturelle Diskriminierung ist die Diskriminierung gesellschaftlicher Teilgruppen, die in der Beschaffenheit der Struktur der Gesamtgesellschaft begründet liegen. Sie ist nicht klar auf bestimmte Institutionen zurückzuführen und verdichtet sich durch Vorurteile, Benachteiligung und Ausgrenzung im Alltag. So sind in einer patriarchal strukturierten Gesellschaft Frauen strukturell diskriminiert, Männer hingegen nur durch individuelle Stereotypen oder einzelne Institutionen. Strukturelle Diskriminierung ist zu unterscheiden von der institutionellen Diskriminierung.
Thematisch verwandte Fragen zu Struktureller Diskriminierung behandeln Forschungen zur gesellschaftlichen Hegemonie (Antonio Gramsci) oder zur Dominanzgesellschaft (Birgit Rommelspacher).

#### Abgrenzung Struktureller Diskriminierung von Unterdrückung
Abzugrenzen von der Strukturellen Diskriminierung ist die Soziale Unterdrückung. Iris Marion Young definiert Unterdrückung durch die fünf Aspekte:
1. Ausbeutung
2. Kulturimperialismus[33]
3. Marginalisierung
4. Machtlosigkeit
5. Gewalt

Unterdrückung beinhaltet nach Young ein gewaltsames „Niederhalten“ der benachteiligten Gruppe und geht oftmals mit Ausbeutung einher. Ein Aufbegehren gegen Unterdrückung wird mit gewaltsamen Repressionen rechnen müssen. Während das, was Young als Kulturimperialismus bezeichnet, sowie die Marginalisierung und Machtlosigkeit durchaus auch zur Diskriminierung zählen, muss Diskriminierung nicht mit Ausbeutung und Gewalt verknüpft sein.

### Institutionelle Diskriminierung
Institutionelle Diskriminierung bezeichnet Praktiken der Herabsetzung, Benachteiligung und Ausgrenzung, die von organisatorischem Handeln von Institutionen ausgehen. Dieses findet häufig in einem Netzwerk gesellschaftlicher Institutionen, beispielsweise im Bildungs- und Ausbildungssektor, dem Arbeitsmarkt, der Wohnungs- und Stadtentwicklungspolitik, dem Gesundheitswesen oder der Polizei statt. Historisch geht der Begriff der institutionellen Diskriminierung auf die Diskussion zum Institutionellen Rassismus in den USA und in Großbritannien zurück. Im Gegensatz zur strukturellen ist die institutionelle Diskriminierung nicht gesamtgesellschaftlich präsent, kann aber Teil der ersteren sein.
Ein wesentlicher Bestandteil der institutionellen Diskriminierung ist die ökonomische Diskriminierung. Individuen gelten dann als ökonomisch diskriminiert, „wenn sie bei wirtschaftlichen Transaktionen mit Gegenleistungen konfrontiert werden, welche sich an persönlichen Merkmalen bemessen, die nicht in direktem Zusammenhang mit der Leistung stehen“. Eine ökonomische Diskriminierung findet insbesondere auf dem Arbeitsmarkt, dem Kreditmarkt, dem Versicherungsmarkt und dem Wohnungsmarkt statt und äußert sich häufig in einer Lohn- und Einkommensdiskriminierung.

### Symbolische Diskriminierung
Birgit Rommelspacher betont den Aspekt der Symbolischen Diskriminierung. Zwar werde oftmals betont, dass die diskriminierte Gruppe im Vergleich zur privilegierten Gruppe „weniger Lebenschancen, das heißt weniger Zugang zu Ressourcen und weniger Chancen zur Teilhabe an der Gesellschaft habe.“ Aber Diskriminierung findet auch auf der symbolischen Ebene statt. Hierher gehört beispielsweise als eine der von Berit Ås festgestellten fünf Herrschaftstechniken das Unsichtbarmachen diskriminierter Gruppen. Auch Axel Honneth betont den Aspekt der Unsichtbarkeit. Allgemein sieht er auf der Anerkennungsebene die Persönlichkeitskomponenten
- der persönlichen Integrität durch Vergewaltigung und Misshandlung
- der sozialen Integrität durch Entrechtung und Ausschließung und
- der Würde durch Entwürdigung und Beleidigung

bedroht.
Pierre Bourdieu betrachtet Phänomene symbolischer Diskriminierung unter dem Blickwinkel symbolischer Gewalt.

### Sprachliche Diskriminierung

#### Diskriminierung mittels Sprache
Unter sprachlicher Diskriminierung, wie sie bereits für das Mittelalter nachweisbar ist, wird jene Form des Sprachgebrauchs verstanden, bei der andere Personen oder Gruppen von einzelnen Personen oder Gruppen bewusst oder unbewusst verbal herabgesetzt, abgewertet, beleidigt oder angegriffen werden. Sprachlich diskriminiert werden kann man
- auf der Wort- oder Begriffsebene durch die Verwendung von Namen, Bezeichnungen und Begriffen, welche Geringschätzung zum Ausdruck bringen;
- auf der Satz- und Textebene durch die Verwendung historisch belasteter Phrasen, Stereotype und Vorurteile;[41]
- auf der Ebene des Agenda-Settings einerseits dadurch, dass an sich unbedenkliche, Menschen unterscheidende Bezeichnungen in negativen Kontexten erwähnt werden, obwohl diese Bezeichnungen nichts zur Erklärung der jeweiligen Situation beitragen; dies gilt insbesondere für Berichte über Straftaten. Unangemessenes Agenda-Setting liegt andererseits auch beim traditionellen Umgang mit dem Begriffspaar „Frau“/„Fräulein“ vor, da dieser Sprachgebrauch nur bei weiblichen, nicht aber bei männlichen Personen den Familienstand automatisch thematisiert.

Eine sprachliche Kategorisierung von Menschen allein stellt noch keine Diskriminierung dar. Sie kann aber dazu werden, wenn die zugeschriebene Kategorie mit so geringem sozialem Prestige verbunden ist, dass eine Gleichbehandlung von vornherein ausgeschlossen ist. Untersuchungen über abwertende Urteile aufgrund ethnischer Merkmale (Ethnophaulismen) haben gezeigt, dass mit steigendem sozialen Abstand der ethnischen Gruppen die Zahl der verschiedenen Schimpfnamen gegenüber der unteren Gruppe zunehmen. Oftmals dienten diese Ethnophaulismen („Nigger“, „Spaghettifresser“, …) dazu, vergangene und bestehende Ungerechtigkeiten zu rechtfertigen.
Sprach- und Kulturwissenschaftler weisen auf den verletzenden Charakter diskriminierender Begriffe und Sprachweisen, wie die Benutzung des rassistisch und kolonialistisch geprägten Wortes Neger, hin. Viktor Klemperer verweist darauf, dass Wörter wie „Arsen wirken“ können. Der Historiker Wolfgang Ayaß hat die Geschichte der diskriminierenden Bezeichnung „asozial“ erforscht.
Ob bestimmte Begriffe diskriminierend gemeint sind, kann durch Methoden der Linguistik objektiviert werden (Beispiel: die Bedeutungsverschlechterung des Wortes „Weib“, das erst seit dem 19. Jahrhundert als Beleidigung empfunden wird). In der Gegenwart sind Methoden der Sprachstatistik geeignet, über die pragmatische Verwendung von Begriffen empirisch Auskunft zu geben. Ein konkretes Beispiel für diese Methode stellt die Untersuchung zum Gebrauch des Wortes „Fräulein“ in der „Süddeutschen Zeitung“ in den Jahren 1995–2005 durch Okamura Saburo dar, der nachweist, dass nicht jeder Gebrauch des Wortes „Fräulein“ in der Gegenwart Ausdruck von Sexismus sei. Zugleich hilft Saburos Analyse, eindeutig diskriminierende Absichten von Sprechern und Schreibern nachzuweisen.

#### Diskriminierung aufgrund der Sprache
Die politische Diskriminierung von Gruppen aufgrund ihrer sprachlichen Eigenheiten bzw. Besonderheiten (siehe Ethnolekt, Pidgin-Sprachen, pejorativ auch als Radebrechen bezeichnet) wird in Anlehnung an das Englische Linguizismus genannt. Betroffen davon erweisen sich nicht nur ohnehin marginalisierte Sprachminderheiten. Vielmehr nehmen bestimmte Sprachgebiete und -kulturen fremde wachsende Sprachmehrheiten als bedrohlich wahr wie gegenwärtig etwa allgemein verbreitet das Englische im Zuge der Amerikanisierung. Diesen sollen etwa Maßnahmen wie gesetzliche Radioquoten entgegentreten.
- Diskriminierung in Deutschland:[49]
  - Hannoverismus: Innerhalb der deutschen Sprachgemeinschaft in Deutschland spielt diese sprachliche Ideologie zweifellos eine herausragende Rolle. Der Hannoverismus besagt, dass das beste Hochdeutsch in Norddeutschland, insbesondere in und um Hannover, gesprochen wird. Sie hat eine grundlegende Bedeutung bei der Bewertung des Sprachgebrauchs unter sprachlichen Laien in Deutschland. Von besonderer Bedeutung aus der Sicht professioneller Sprachwissenschaftler ist die Tatsache, dass der linguistische Hannoverismus auch von Menschen unterstützt wird, die möglicherweise nie in Hannover waren oder einen Hannoveraner sprechen gehört haben. Ironischerweise wird diese Ideologie sogar von Menschen im Süden Deutschlands vertreten, deren Sprachgebrauch gerade im Rahmen dieser Ideologie als minderwertig bewertet und stigmatisiert wird.[50][51] Es gibt explizite und implizite sprachliche Ideologien. Im expliziten Fall werden sie bewusst ausgedrückt und treten beispielsweise in Form von Behauptungen auf sprachlicher Ebene in Erscheinung. Im impliziten Fall sind sie entweder versteckt zwischen den Zeilen und werden durch Implikaturen hinter metasprachlichen Aussagen erkennbar oder sie ergeben sich aus dem, was bewusst nicht gesagt wird, aber dennoch ausgedrückt werden könnte.[52] Implizite Sprachideologien sind daher nicht unmittelbar für den Beobachter zugänglich, oft sind sie nicht einmal denen bewusst, die sie vertreten.
  - Homogenismus: Es besteht eine Tendenz, von mehreren Varianten einer sprachlichen Variable nur eine als richtig zu akzeptieren, normalerweise diejenige, die dem schriftlichen oder formalen Sprachgebrauch einer norddeutschen Bildungselite entspricht.[53] Auf diese Weise fungieren sprachliche Ideologien als latent wirkende Instrumente der Macht, die als „naturalisierte Macht, als Macht, die nicht mehr wie Macht aussieht“, beschrieben werden.[54] In Deutschland ist beispielsweise die Ideologie des Standardismus stark präsent. Das Erlernen und die Verwendung einer homogenen Standardsprache werden in der Regel als gemeinsames Interesse aller Deutschsprechenden dargestellt. Es besteht der Verdacht, dass der Standardismus weniger dem Gemeinwohl dient, sondern eher den Interessen bestimmter gesellschaftlicher Gruppen, die am Erhalt des Status quo interessiert sind und deshalb möglicherweise die sprachliche Vielfalt als problematisch empfinden und/oder ihren eigenen Sprachgebrauch an den Standard anpassen, um soziale Privilegien zu genießen.

## Ursachen
Die Ursachen für Diskriminierung sind vielfältig und oft tief in gesellschaftlichen, historischen, psychologischen und strukturellen Gegebenheiten verwurzelt. Dabei kann man von verschiedenen Herkünften solcher Ursachen sprechen und darüber urteilen und feststellen, in welchem Ausmaß und in welcher Art sie geprägt werden oder auch wurden.

### Soziale Prägung
Wenn man Diskriminierung feststellen kann, ist dies oft das Ergebnis von sozialen und kulturellen Normen, die auch über Generationen hinweg weitergegeben werden können und somit einen Lauf durch die Jahre vollziehen. So entstehen und existieren in vielen Gesellschaften tradierte Vorstellungen von „Normalität“, die dazu führen, dass bestimmte Gruppen als minderwertig oder auch fremd angesehen werden. Stereotype und Vorurteile, die den Kindern von klein auf an beigebracht werden, können im Erwachsenenalter zu diskriminierendem Verhalten führen und sich weiter erstrecken. Kulturelle Werte und Traditionen, die bestimmte Gruppen bevorzugen oder benachteiligen, tragen ebenfalls zur Verfestigung von Diskriminierung bei.

### Historische Ursachen
In der Geschichte tragen viele Ereignisse zu der Ausbreitung der Diskriminierung bei. Kolonialismus, Sklaverei, Kriege oder politische Unterdrückung haben tiefe Spuren in den Gesellschaften hinterlassen. Solche Ereignisse haben oft hierarchische Strukturen geschaffen, in denen bestimmte Gruppen systematisch benachteiligt wurden. Auch wenn die ursprünglichen Systeme der Unterdrückung offiziell abgeschafft wurden, können ihre Auswirkungen noch lange nachwirken. Historisch gewachsene Machtverhältnisse und Privilegien führen dazu, dass Diskriminierung anhaltend an Bestand gewinnt. Menschen neigen dazu, ihre Umwelt in Kategorien einzuteilen, um komplexe Informationen zu vereinfachen. Diese kognitive Vereinfachung kann jedoch zur Bildung von Stereotypen führen, die bestimmte Gruppen abwerten. Psychologische Mechanismen wie die „Ingroup-Outgroup-Dynamik“ spielen ebenfalls eine Rolle: Menschen neigen dazu, ihre eigene Gruppe (Ingroup) positiver zu bewerten und andere Gruppen (Outgroups) abzuwerten. Dies kann zu Abgrenzung, Feindseligkeit und Diskriminierung führen.

### Strukturelle Ursachen
Diskriminierung ist nicht immer das Ergebnis individueller Handlungen, sondern kann auch in Strukturen und Institutionen verankert sein. Gesetze, Richtlinien oder Praktiken, die auf den ersten Blick neutral erscheinen, können bestimmte Gruppen systematisch benachteiligen. Beispiele hierfür sind diskriminierende Arbeitsmarktpraktiken, ungleiche Bildungschancen oder Wohnungspolitik, die bestimmte Bevölkerungsgruppen ausschließt. Auch in Medien, Bildungseinrichtungen oder religiösen Institutionen können diskriminierende Strukturen bestehen.

### Wirtschaftliche Faktoren und Politische Ideologien
Wirtschaftliche Ungleichheit und Konkurrenz um Ressourcen können Diskriminierung verstärken. Wenn bestimmte Gruppen als Bedrohung für den eigenen Wohlstand oder Arbeitsplatz wahrgenommen werden, kann dies zu Abwehrreaktionen und Ausgrenzung führen. Armut und soziale Ungleichheit sind oft eng mit Diskriminierung verbunden, da benachteiligte Gruppen weniger Zugang zu Bildung, Gesundheitsversorgung und politischer Teilhabe haben. Wirtschaftliche Krisen oder Arbeitslosigkeit können Diskriminierung zusätzlich verschärfen, da sie oft mit der Suche nach Sündenböcken einhergehen. Politische Ideologien und Machtstrukturen können Diskriminierung fördern oder legitimieren. Rassistische, sexistische oder nationalistische Ideologien schaffen Feindbilder und rechtfertigen die Benachteiligung bestimmter Gruppen. Autoritäre Regime oder populistische Bewegungen nutzen oft Diskriminierung, um ihre Macht zu festigen und von anderen Problemen abzulenken. Auch Gesetze, die bestimmte Gruppen explizit oder implizit benachteiligen, tragen zur Verfestigung von Diskriminierung bei. Ein Mangel an Bildung und Aufklärung über die Rechte und Bedürfnisse anderer Menschen kann Diskriminierung begünstigen. Wenn Menschen nicht über die Auswirkungen von Diskriminierung informiert sind oder keine Empathie für benachteiligte Gruppen entwickeln, ist die Wahrscheinlichkeit höher, dass sie diskriminierendes Verhalten zeigen. Bildung spielt daher eine zentrale Rolle bei der Bekämpfung von Diskriminierung, da sie Vorurteile abbauen und ein Bewusstsein für Gleichberechtigung schaffen kann.

## Diskriminierungstheorie (Sozialpsychologie)

### Erklärung des Verhaltens von Diskriminatoren

#### Streben nach einer positiven sozialen Identität
Die Theorie der sozialen Identität von Tajfel und Turner beschreibt stattfindende psychologische Prozesse, durch die ein Individuum seine soziale Identität gewinnt. Die soziale Identität umfasst den Teil des Selbstkonzepts, der aus der Identifikation mit einer oder mehreren Gruppen resultiert, also die aus Gruppenzugehörigkeiten resultierenden Vorstellungen, wer oder was man ist. Die soziale Identität resultiert jedoch nicht allein aus der Identifikation mit einer oder mehrerer Gruppen, sondern auch aus der Bewertung dieser Gruppen infolge des Vergleichs mit anderen Gruppen. Die Diskriminierung kann dann durch das Bedürfnis nach einer positiven sozialen Identität bedingt werden. Um eine positive soziale Identität zu erreichen:
- vergleicht man sich hinsichtlich der Dimensionen, bei denen die Mitglieder der Eigengruppe besser abschneiden als die der Fremdgruppe;
- werden die Mitglieder der Eigengruppe hinsichtlich relevanter Vergleichsmerkmale tendenziell positiver wahrgenommen als die der Fremdgruppe.

Die tendenziell positivere Wahrnehmung kann durch eine selektive Informationsverarbeitung zustande kommen: Man schenkt Informationen, die die Eigengruppe positiv, und solchen, die die Fremdgruppe negativ darstellen, besonders viel Aufmerksamkeit (selektive Wahrnehmung). Es erfolgt eine Abgrenzung (Othering) von der Fremdgruppe und damit die Aufwertung der Eigengruppe. Diese vermeintlich legitimierte Hierarchie zwischen Eigengruppe und Fremdgruppe führt zu einer Rechtfertigung für Benachteiligung und Diskriminierung der Fremdgruppe.
Im Sinne der Verfügbarkeitsheuristik nach Tversky und Kahneman überschätzt man dann positive Eigenschaften der Eigengruppe und negative der Fremdgruppe aufgrund der besseren Verfügbarkeit entsprechender Informationen. Es wirken also mannigfaltige motivationale und kognitive Prozesse zusammen, die zu einer negativeren Wahrnehmung der Fremdgruppe führen. Neben den genannten dürften noch eine Vielzahl weiterer psychologischer Prozesse an dem Zustandekommen von Diskriminierung beteiligt sein, z. B. die im Folgenden kurz angesprochenen Vorurteile gegenüber Mitgliedern anderer Gruppen, etwa anderer ethnischer Gruppen.

#### Sicherung von Ressourcen / Dominanzorientierung
Diskriminierung dient als Mechanismus, um Angehörige der Fremdgruppe grundsätzlich von der eigenen Gruppe zu unterscheiden und als ungleichwertig darzustellen. Durch die damit begründete Legitimation von Ungleichbehandlung sichert sich die Eigengruppe Privilegien und Ressourcen und verweigert eine gerechte Teilung dieser (vgl. Theorie des realistischen Gruppenkonflikts nach LeVine und Campbell und Soziale Dominanztheorie nach Sidanius und Pratto), selbst wenn kein Ressourcenmangel vorliegt.

#### Autoritärer Charakter
Menschen, die die Persönlichkeitseigenschaften eines autoritären Charakters besitzen, sich also aufgrund ihrer Sozialisation bzw. Erziehung an Macht- und Dominanzkonstellationen orientieren, anderen Menschen eher misstrauen und an Konventionen festhalten, neigen stärker zu diskriminierendem Verhalten bzw. sehen Diskriminierungen als legitim und gerechtfertigt an.

#### Ethnische Vorurteile
Das Verhältnis zwischen Haltungen und Vorurteilen sowie Verhalten, wie z. B. Diskriminierung,
ist komplex. Obwohl davon ausgegangen werden kann, dass ein kausaler Zusammenhang zwischen Haltung und Verhalten besteht und sich aus Vorurteilen meist eine allgemeine Tendenz zu diskriminierendem Verhalten ergibt, kann im Einzelfall jedoch kein Rückschluss bezüglich einer konkreten Handlung und eines entsprechenden Vorurteils gezogen werden.
Das Ausmaß des Einflusses von Vorurteilen hängt von den verschiedensten Ursachen ab, wie familiäre Sozialisation, Cliquensozialisation, Ausmaß an Kontakten mit Ausländern, Alter, Bildungsgrad, Geschlechtsmerkmale, Autoritarismusneigung, Dominanzorientierung, Nationalstolz, soziale relative Deprivation, Intergruppenangst.
Das Ausmaß an Kontakten mit Ausländern verdient eine besondere Betrachtung, da dies auch einen der Interventionsansätze betrifft, um ethnische Vorurteile abzubauen. Beispielsweise konnten Rolf van Dick und Kollegen zeigen, dass Vorurteile gegenüber Ausländern mit dem Ausmaß an Kontakterfahrungen negativ korrelieren. Mithilfe von Pfadanalysen konnten van Dick und Kollegen zeigen, dass der Einfluss der Kontakterfahrungen auf das Ausmaß an Vorurteilen stärker ist als der Einfluss von Vorurteilen auf die Anzahl der Kontakte. Dies deutet darauf hin, dass es hier eine kausale Wirkrichtung von den Kontakterfahrungen auf das Ausmaß an Vorurteilen geben könnte.
Diese empirischen Erkenntnisse stehen in guter Übereinstimmung mit dem Prinzip der Dekategorisierung durch Personalisierung nach Brewer und Miller (1984). Durch direkte Kontakte bewegen sich die Selbstkategorisierungsprozesse von der Gruppenebene hinab auf die personale Ebene, weshalb die entsprechende Person nicht mehr als gleichförmiges und austauschbares Gruppenmitglied gesehen wird, sondern als unverwechselbares Individuum mit einzigartigen Merkmalen. Vorurteile können auf diese Weise widerlegt werden und sollten demnach auch abnehmen. Vergleichbares vertritt Gordon Allport mittels seiner Kontakthypothese.

## Diskriminierungen im Kontext von Marktwirtschaften

### Exklusion und Diskriminierung als unverzichtbare Instrumente des Wirtschaftsprozesses
In der Wirtschaftswissenschaft werden die Begriffe „(Preis-)Diskriminierung“ und „(Preis-)Differenzierung“ weitgehend wie Synonyme behandelt und beschreiben den Vorgang, dass je nach Zahlungsbereitschaft unterschiedliche Preise von den Kunden verlangt werden. Dem Begriff „Diskriminierung“ fehlt hier also weitgehend die Konnotation „ungerecht, illegitim, unzulässig“. Preisdiskriminierung wird als Synonym für Preisdifferenzierung aufgefasst.
Kritiker der Marktwirtschaft werfen dieser vor, sie sei schon von ihrer Konstruktion her „institutionalisierte Diskriminierung“, da bei steigenden Preisen systematisch Menschen mit geringer Kaufkraft ausgesondert würden, bei sinkenden Preisen hingegen viele kleine Anbieter ihre Existenzgrundlage verlören. Verfechter der Marktwirtschaft wie Adam Smith, der „geistige Vater“ des Liberalismus, meinen hingegen, dass eine Wirtschaftsordnung, die auf Altruismus statt auf Egoismus aufgebaut sei, nicht zu allgemeinem Wohlstand führen könne. Aus der ständigen ökonomischen Knappheit in einer Volkswirtschaft bzw. der Weltwirtschaft folgt zwangsläufig eine Diskriminierung des Zugangs von Einzelnen und Gruppen zu den verfügbaren Ressourcen. Ob diese Unterscheidungen herabsetzend für die „Ausgesonderten“ bzw. „gerecht“ sind, kann explikativ nicht entschieden werden und nur bei Einführung expliziter Wertvorstellungen diskutiert werden. Der normative auf Wertungen und Politikempfehlungen zielende Ansatz stellt das „Wünschenswerte“ oder „Unerwünschte“ in den Vordergrund. Der Einführung „normativer Ansätze“ in den marktwirtschaftlichen Prozess können sich Wirtschaftssubjekte vor allem dann nicht entziehen, wenn sie durch den Staat (in Form von Gesetzen, Erlassen, Verordnungen, Verfügungen, Gerichtsurteilen usw.) oder in Form von „Neidreaktionen“ (d. h. des gezielten Boykotts „ungerecht handelnder“ Anbieter durch Konsumenten) ins Spiel gebracht werden.
In der Versicherungswirtschaft wird die Differenzierung nach Risiken Prämiendifferenzierung genannt. Diese steht wiederum im konfliktbeladenen Zusammenhang mit der Antidiskriminierungsgesetzgebung (Allgemeines Gleichbehandlungsgesetz). Stehen diese Risiken mathematisch nachweisbar in einem Zusammenhang mit dem Differenzierungsmerkmal, nach dem die Tarife strukturiert sind, so ist eine Bevorzugung oder Benachteiligung auch sachlich begründet und daher keine unsachliche „Diskriminierung“ im rechtlichen-soziologischen Sinne.

### Diskriminierungstheorie (Wirtschaftswissenschaft)
Oftmals wird die These, eine bestimmte soziale Gruppe werde unzulässig diskriminiert, von den (angeblichen) Diskriminatoren zurückgewiesen. So erklärt die Bundesvereinigung der Deutschen Arbeitgeberverbände in einer Studie 2015, dass in Deutschland Frauen durchschnittlich 14,62 €, Männer aber 18,81 € in der Stunde verdienen (Stand 2010), sei nicht Ausdruck einer unzulässigen Diskriminierung von Frauen aufgrund ihres Geschlechts. Denn „[e]s wäre […] ökonomisch unsinnig, Männern bei gleicher Arbeit mehr zu zahlen als Frauen.“ Lediglich ein kleiner Teil der Differenz in Höhe von 4,19 € sei nicht auf Qualifikationsdefizite und ähnliche Faktoren zurückzuführen, die eine Ungleichbehandlung rechtfertigten.
Zugegebenermaßen problematische Ungleichbehandlungen von Wirtschaftssubjekten werden in der Wirtschaftswissenschaft mit Hilfe des Präferenzmodells und der Theorie der statistischen Diskriminierung erklärt. Das Präferenzmodell als prominentestes Beispiel der neoklassischen Diskriminierungstheorien geht davon aus, dass sich Lohndifferenziale zwischen Arbeitnehmergruppen aus der Vorliebe von Unternehmern für bestimmte Gruppen und aus dem Vorurteil von Unternehmern gegen bestimmte Gruppen erklären lassen. Problematisch seien derartige Präferenzen aus wirtschaftswissenschaftlicher Sicht aber nur dann, wenn sie die Optimierung der Umsätze und Gewinne beeinträchtigten.
Im Modell der statistischen Diskriminierung verfügen Unternehmer nur über unvollständige Informationen über die Produktivität einzelner Arbeitnehmer bzw. über die Zahlungsfähigkeit bzw. -bereitschaft einzelner Kunden. Sie verwenden deshalb repräsentative, sozialstatistische Merkmale von Gruppen (z. B. Nationalität, Alter, Geschlecht, Qualifikationsniveau) zur wahrscheinlichkeitstheoretischen Einschätzung der Eigenschaften von Gruppenmitgliedern. Gruppenmerkmale wirken damit unabhängig von ihren tatsächlichen individuellen Ausprägungen als Kosten sparende Indikatoren für die zu erwartende Produktivität des Arbeitnehmers bzw. die Zahlungsfähigkeit und -bereitschaft von Kunden. Arbeitnehmer, deren tatsächliche Produktivität über (bzw. unter) der angenommenen liegt, erhalten einen „zu geringen“ (bzw. „zu hohen“) Lohn, und ältere Menschen erhalten Kredite nur zu relativ hohen Zinsen, wenn bei ihnen „der Einfachheit halber“ pauschal angenommen wird, sie hätten eine relativ schlechte Bonität. Das Modell der statistischen Diskriminierung wurde Anfang der 1970er Jahre von Kenneth Arrow und Edmund Phelps entwickelt.

## Politik und Recht
Der Begriff wird auf den Sprachebenen der Politik und des Verfassungsrechts auch normativ verwandt.

### Politik

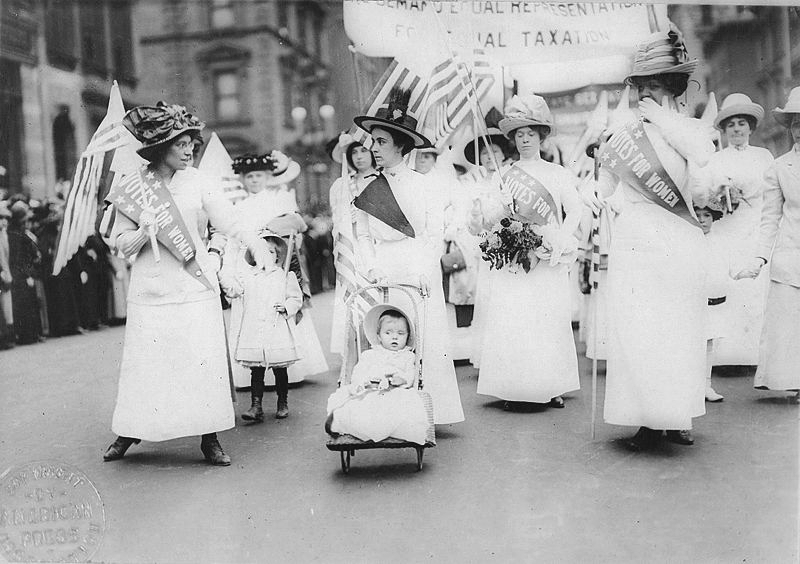
1912: Suffragetten protestieren in New York City für das nationale Frauenwahlrecht

Auf der politischen Ebene wird diese politisch nicht gewollte Ungleichbehandlung von Menschen aufgrund von Gruppenmerkmalen von Interessenvertretern kritisiert und mindestens eine Gleichberechtigung, oft auch eine Gleichstellung verlangt. Dies ist vergleichbar mit der Kritik an sozialer Ungerechtigkeit bestimmter Regelungen des Familienrechts, der Besoldungsstruktur oder der Steuergesetzgebung. Die Effektivität der Berufung auf eine soziale Diskriminierung erweist sich durch den Erfolg, den die jeweilige Gruppe auf die Gesetzgebung hat. Ein erfolgreiches Beispiel für solche Gesetzgebung war der Civil Rights Act of 1964. Hierbei hatten sich Lobbyisten für Afroamerikaner unter Einsatz des eigenen Lebens so erfolgreich engagiert, dass sie letztendlich ihr eigenes Interesse an erhöhter gesellschaftlicher Teilhabe (Bildung, Wahlen etc.) gegenüber dem Interesse der Gegner des Civil Rights Act durchsetzen konnten.

### Recht

#### Diskriminierungstheorie (Rechtswissenschaft)
In der Rechtswissenschaft meint Diskriminierung eine Ungleichbehandlung, die ohne einen rechtfertigenden sachlichen Grund erfolgt. Eine rechtlich gewollte, bevorzugte Behandlung wird hingegen Privilegierung genannt. Jede Ungleichbehandlung, die – egal ob sozial gewollt oder nicht – von den Gleichbehandlungsgesetzen, die bestimmte Gründe als nicht rechtfertigend einordnen, nicht erfasst ist, stellt in der Rechtswissenschaft keine soziale Diskriminierung dar, sondern nur eine Ungleichbehandlung.

#### Weltweit gültiges Recht
Von Anfang an stellten die Vereinten Nationen den Kampf gegen soziale Diskriminierung an die Spitze ihrer menschenrechtlichen Aktivitäten.
Von ihrer Seite existieren das soziale Diskriminierungsverbot Art. 26 UN-Pakt III, das Internationale Übereinkommen zur Beseitigung jeder Form von Rassendiskriminierung von 1966, das Übereinkommen zur Beseitigung jeder Form von Diskriminierung der Frau von 1979, und die Erklärung über die Beseitigung aller Formen von Intoleranz und Diskriminierung der Religion oder der Überzeugung von 1981.

##### Für die Mitgliedsstaaten des Europarates gültiges Recht
Die Europäische Menschenrechtskonvention enthält in Artikel 14 ein Diskriminierungsverbot.
Nach Art. 18 des AEU-Vertrags ist jede Diskriminierung Staatsangehöriger der Mitgliedstaaten auf Grund deren Staatsangehörigkeit verboten. Zur Ausgestaltung dieser Norm wurden unter anderem EG-Richtlinien, wie Richtlinie 2000/43/EG des Rates vom 29. Juni 2000 zur Anwendung des Gleichbehandlungsgrundsatzes ohne Unterschied der Rasse oder der ethnischen Herkunft (ABl. EG Nr. L 180, S. 22) sowie die Richtlinie 2000/78/EG des Rates vom 27. November 2000, welche einen allgemeinen Rahmen für die Verwirklichung der Gleichbehandlung in Beschäftigung und Beruf festlegen, erlassen.

##### Für die Mitgliedsstaaten der Europäischen Union gültiges Recht
Im europäischen Gemeinschaftsrecht stellt Diskriminierung wegen enumerativ aufgeführter Merkmale das Gegenteil von Gleichbehandlung dar. Es wird zwischen unmittelbarer und mittelbarer Diskriminierung unterschieden. Hier wird Diskriminierung synonym mit Ungleichbehandlung verwandt, diese umfasst jedoch auch die ungerechtfertigte Gleichbehandlung: „Eine Ungleichbehandlung kann dadurch hervorgerufen werden, dass unterschiedliche Regeln auf vergleichbare Situationen oder gleiche Regeln auf unterschiedliche Situationen angewandt werden.“ Eine unmittelbare Diskriminierung liegt vor, wenn eine Person wegen eines genannten Grundes in einer vergleichbaren Situation eine weniger günstige Behandlung erfährt. Eine mittelbare Diskriminierung findet statt, wenn ein scheinbar neutrales Kriterium oder eine scheinbar neutrale Praxis einer Vorschrift Menschen, die eine bestimmte Religion oder Weltanschauung haben, eine besondere Behinderung aufweisen, ein bestimmtes Alter haben oder eine besondere sexuelle Orientierung zeigen, im Vergleich mit anderen Personen einer besonderen Benachteiligung aussetzt.
Nach einer Definition der Europäischen Union liegt eine mittelbare Diskriminierung vor,
„wenn dem Anschein nach neutrale Vorschriften, Kriterien oder Verfahren bestimmte Personen aufgrund ihrer Rasse oder ethnischen Herkunft, ihrer Religion oder Weltanschauung, einer Behinderung, ihres Alters oder ihrer sexuellen Ausrichtung in besonderer Weise benachteiligen können […]“.

#### Deutsches Recht
Auf verfassungsrechtlicher Ebene hat der Begriff einen individualistischen Sinn und bezieht sich auf eine gerichtsfähige, angebliche oder wirkliche Ungleichheit unter Berufung auf die Grundrechte, insbesondere Art. 3 Absatz 3 GG. Dabei ist zu berücksichtigen, dass in erster Linie Staatsorgane die Adressaten verfassungsrechtlicher Willkürverbote sind. Die Zulässigkeit von Eingriffen in die Vertragsfreiheit privater Wirtschaftssubjekte (insbesondere die Zulässigkeit der rechtlichen Bewertung ihrer Präferenzen) wird strittig diskutiert.
Eine häufig verwandte Strategie bei der Verwendung des Begriffs macht sich die Vermischung der normativen und der sachlich-beschreibenden Ebene des Begriffs Diskriminierung zunutze, um sich über die Grundrechtsanalogie Vorteile in der politischen Auseinandersetzung über Gruppeninteressen zu verschaffen. Es handelt sich somit um Interessenpolitik für partikulare Gruppen, die damit eine Gleichbehandlung erlangen wollen.
Eine unmittelbare Diskriminierung liegt nach § 3 Abs. 1 AGG vor, wenn eine Person eine weniger günstige Behandlung (im Sinne des § 1 AGG) erfährt, erfahren hat oder erfahren würde als eine andere Person in einer vergleichbaren Situation.
Nach dem deutschen § 3 Abs. 2 AGG gilt als mittelbare Diskriminierung,
„wenn dem Anschein nach neutrale Vorschriften, Kriterien oder Verfahren Personen gegenüber anderen Personen in besonderer Weise benachteiligen (im Sinne des § 1 AGG), es sei denn, die betreffenden Vorschriften, Kriterien oder Verfahren sind durch ein rechtmäßiges Ziel sachlich gerechtfertigt.“
Im Unterschied zu einer unmittelbaren Diskriminierung bedarf es demnach bei der mittelbaren Diskriminierung nicht eines offenen, zielgerichteten oder willkürlichen Verhaltens. Es reicht aus, dass die festgestellte Benachteiligung nicht sachlich gerechtfertigt ist.
Das Bundesverfassungsgericht bestätigte 2008, dass eine geschlechtsneutral formulierte Regelung (im konkreten Fall eine Benachteiligung aufgrund eines Versorgungsabschlags für ehemals Teilzeitbeschäftigte) eine mittelbare geschlechtsspezifische Diskriminierung darstellen kann:
„Eine Anknüpfung an das Geschlecht kann deshalb auch dann vorliegen, wenn eine geschlechtsneutral formulierte Regelung überwiegend Frauen trifft und dies auf natürliche oder gesellschaftliche Unterschiede zwischen den Geschlechtern zurückzuführen ist“.

#### US-amerikanisches Recht
Der 14. Zusatzartikel zur Verfassung der Vereinigten Staaten ermöglicht in den USA ähnliche Vorgehensweisen wie in Deutschland der Art. 3 GG.

### Durchsetzung und Sanktionen
Nach Rechtsordnung existieren unterschiedliche Mechanismen zur Durchsetzung von Antidiskriminierungsgesetzen. In Deutschland können Betroffene vor Gericht klagen oder Beschwerde bei der Antidiskriminierungsstelle des Bundes einreichen. Die EU kann Vertragsverletzungsverfahren gegen Mitgliedstaaten einleiten, die Antidiskriminierungsrichtlinien nicht umsetzen.

#### Kritik und Herausforderungen
Trotz bestehender Gesetze kommt es weiterhin zu Diskriminierung. Kritiker bemängeln oft mangelnde Durchsetzung oder unklare Rechtsbegriffe. Auch die Beweislast liegt oft bei den Betroffenen, was die Durchsetzung von Ansprüchen erschwert.

## Empirische Forschung
Zur Erhebung von als Diskriminierungen interpretierbaren Verhaltensweisen, Einstellungen und Strukturen werden von verschiedenen Forschungsgruppen empirische Untersuchungen durchgeführt. Diese können auf bestimmte Teilaspekte beschränkt sein (z. B. wird regelmäßig die Bildungsbeteiligung in der Sozialerhebung über die soziale Situation von Studierenden in Deutschland untersucht) oder allgemein diskriminierende Einstellungen erheben. So erforscht seit 2002 eine Gruppe um Wilhelm Heitmeyer an der Universität Bielefeld die gruppenbezogene Menschenfeindlichkeit. Diese Erhebung war zunächst auf Deutschland beschränkt und wurde 2008 auf weitere EU-Länder ausgeweitet.
Die Europäische Union erhebt im Rahmen ihrer „Euro-Barometer“ ebenfalls die Einstellungen zu Fragen der Diskriminierung. In den EU-Barometern zur Diskriminierung seit 2003 wurden die Einstellung der Europäer zur Diskriminierung und die persönlichen Erfahrungen mit ihr untersucht.
In dieser Untersuchung wurden jeweils die Einstellungen zu einzelnen Diskriminierungsformen aufgrund von ethnischer Herkunft, Religion/Weltanschauung, sexueller Orientierung, Alter oder Behinderung untersucht. Es zeigte sich, dass in allen Ländern die Befragten im Durchschnitt der Meinung waren, dass andere eher denken, dass Diskriminierung legitim sei, als man selber. In allen Ländern lehnte auch die Mehrheit von über 80 Prozent Diskriminierung in jedem Fall ab. Lediglich in den deutschsprachigen Ländern war diese Mehrheit zum Teil weit unter diesen 80 Prozent angesiedelt (Österreich 78 %, Deutschland/Ost 71 %, Deutschland/West 68 %). Zudem zeigte sich, dass die Einstellungen zu Diskriminierungen der jeweiligen Gruppen korrelierten, d. h. wenn jemand z. B. eine Diskriminierung aufgrund des Alters zulässig fand, machte er dies auch aufgrund z. B. des Geschlechts. Dieser empirische Befund deckt sich mit der Annahme des Forschungsprojekts zur Gruppenbezogenen Menschenfeindlichkeit, dass die jeweiligen Feindlichkeiten gegenüber benachteiligten Gruppen auf einem gemeinsamen „Syndrom gruppenbezogener Menschenfeindlichkeit“ beruhten.
Allerdings zeigte 2008 die „Wohlfühlfrage“ („Was empfinden Sie bei dem Gedanken an einen Nachbarn [mit der Eigenschaft x]?“), dass die Aversionen gegen bestimmte gesellschaftliche Gruppen in der EU verschieden stark ausgeprägt sind: Gegen behinderte Nachbarn hat angeblich kaum jemand etwas (Durchschnittswert auf einer Skala von 1 bis 10: europaweit 9,1), während es eine starke Ablehnung von Sinti und Roma als Nachbarn gibt (Durchschnittswert: 6,0). Demnach wären Fremdenfeindlichkeit und Heterosexismus deutlich stärker ausgeprägt als andere Formen der Diskriminierung.
Laut einer Studie der Antidiskriminierungsstelle des Bundes aus dem Jahr 2013 gehört Diskriminierungserfahrung an deutschen Schulen und Universitäten zum Alltag. Jeder vierte Schüler oder Student mit Migrationshintergrund fühle sich diskriminiert.

### Diskriminierungsmessung
Eine übliche und auch juristisch anerkannte Methode der Diskriminierungsmessung ist die Residualmethode, auch bekannt als Methode der Komponentenzerlegung. Mit der Residualmethode werden diskriminierende von nicht-diskriminierenden Ursachen von Ungleichheit unterschieden. So wird nicht einfach nur der Verdienstunterschied zwischen Männern und Frauen (Gender-Pay-Gap) betrachtet, sondern in Beziehung gesetzt mit der Ausbildung. Das heißt, der Verdienstunterschied, der mit einer unterschiedlichen Ausstattung mit Humankapital begründbar ist, wird von dem gesamten Verdienstunterschied „abgezogen“. Dieser nicht-begründbare Rest ist das Residuum, welches Diskriminierung darstellt. Eine Kritik an dieser Methode setzt daran an, dass bereits die begründbare Ungleichbehandlung auf Diskriminierung beruht, in diesem Beispiel also die geschlechtsspezifisch unterschiedliche Erlangung, Entwicklung und Bewahrung von Humankapital auf Diskriminierung beruhen könne. Bei einer anderen Betrachtungsweise handelt es sich um eine problematische Form der Gleichbehandlung, indem z. B. bei allen Arbeitnehmern die Anzahl der im Beruf verbrachten Jahre addiert und so das „Dienstalter“ als Grundlage der Entlohnung errechnet wird. Die Diskriminierung besteht in diesem Fall darin, dass die „Zuständigkeit“ von Frauen für die Kindererziehung und damit verbundene Ausfalljahre nicht berücksichtigt werden. Mit der Residualmethode kann also nur ein Mindestmaß an Diskriminierung gemessen werden. Abgesehen davon ist es schwer zu beurteilen, ob und inwieweit z. B. bei der Entscheidung gegen einen gut bezahlten Beruf und für einen schlecht bezahlten „typischen Frauenberuf“ am Anfang eines Frauen-Berufslebens Frauen diskriminierende Faktoren im Spiel sind.

### Grenzen der empirischen Methode
Generell besteht ein methodisches Problem bei Umfragen darin, dass Befragte oft dazu neigen, sozial erwünschte Antworten zu geben. Wichtig ist es daher, Fragen zu finden, mit denen Interviewte aus der Reserve gelockt werden.
Beispiele:
- Bereits 2000 hatte Hans Wocken[90] herausgefunden, dass kaum jemand in Deutschland sich dazu bekennen mag, dass er sich unwohl fühlt, wenn er einen behinderten Nachbarn hat. Die Frage: „Wenn ein schwer behindertes Kind geboren wird, wäre es da nicht für alle besser, wenn man dieses Kind sterben lassen würde?“ bejahten allerdings 60 Prozent der Befragten bei derselben Erhebung; weitere 15 Prozent widersprachen der Vorgabe nicht.
- Nur 20 Prozent der im Rahmen des Euro-Barometers 2008 (s. o.) befragten Bulgaren gaben an, dass Diskriminierung von Menschen auf Grund ihrer sexuellen Ausrichtung in Bulgarien verbreitet sei (europaweit bester Wert). Dieselben Befragten reagierten auf die zugehörige Wohlfühlfrage („Wie fühlen Sie sich bei dem Gedanken an eine homosexuelle Person – also einen Schwulen oder eine Lesbierin – als Nachbarn?“) mit dem europaweit schlechtesten Wert (5,3).

## Gegenmaßnahmen

### Rechtspolitische Regelungen gegen Diskriminierung
Auf nationaler und internationaler Ebene existieren außer den oben unter Rechtswissenschaft dargestellten noch eine Reihe weiterer Gesetze, Verordnungen und Empfehlungen. Siehe dazu Diskriminierungsverbot. Nicht als Benachteiligung angesehen werden in der Regel Merkmale wie z. B. Führung und Leistung.

### Inklusion
Eine mögliche Maßnahme gegen Diskriminierung ist die Soziale Inklusion (so viel wie Einbeziehung), bei der Benachteiligungen für ausgegrenzte Personen oder Personengruppen durch gezielte Erleichterungen bei der Teilnahme am öffentlichen Leben (Ausbildung, Arbeit, Kultur, …) verringert oder verhindert werden sollen, z. B.:
- Integrationsklassen bzw. Inklusionsklassen, in denen behinderte und nicht-behinderte Kinder gemeinsam unterrichtet werden
- Staatliche Zuschüsse zur Einrichtung von Behindertenarbeitsplätzen.
- Barrierefreiheit:
  - Anlegen von barrierefreien Parkplätzen, Toiletten, Gebäudezugängen, Sitzplätzen, Einstiegmöglichkeiten in Busse u. v. m. (Barrierefreies Bauen)
  - Beschriftungen von öffentlichen Anlagen in Brailleschrift.
  - Markierung von Gefahrstellen wie z. B. Kreuzungen und Haltestellen für Sehbehinderte durch wechselnde (meist gerippte) Bodenbeläge.

Ihre Grenze finden Bestrebungen, benachteiligte Gruppen zu inkludieren, in den systematisch exkludierenden Mechanismen der Marktwirtschaft (s. o.) und in der positiven Bewertung des Begriffs und der Idee der „Exklusivität“ unter Angehörigen privilegierter sozialer Gruppen.

### Affirmative Action/positive Diskriminierung
Unter Affirmative Action versteht man institutionalisierte Maßnahmen, die die Diskriminierung von Mitgliedern einer Gruppe beheben sollen.
Positive Diskriminierung und Affirmative Action sind beides unklare Begriffe, die oftmals gleichbedeutend und in keinem klaren Verhältnis zueinander stehen. Antirassismus-Organisationen verweisen darauf, dass der Begriff Positive Diskriminierung missverständlich sei und dass Positive Maßnahmen keine Diskriminierungen seien, da Diskriminierung „seinem Wesen nach negativ“ sei.
Zur Unterscheidung von Bevorzugung und Benachteiligung wird häufig das Begriffspaar positive und negative Diskriminierung genutzt. Zu beachten ist dabei, dass positive Diskriminierung je nach Autor manchmal im Sinne von Affirmative Action für eine positive Bevorzugung, eine Maßnahme der Förderung einer unterrepräsentierten, nicht aber notwendigerweise diskriminierten, Gruppe gemeint ist (z. B. Frauenquote). Es kann aber auch gemeint sein, dass eine Benachteiligung, d. h. eine negativ bewertete Diskriminierung durch Anknüpfung an eine positive Gruppendefinition erfolgt (z. B. „Nur für ‚Weiße“‘). Die Benachteiligung bewirkt dann eine Diskriminierung der nicht geförderten Gruppe.
Zur Affirmative Action gehören sogenannte positive Maßnahmen, die benachteiligte Gruppen bevorzugen
(Nachteilsausgleich: z. B. Quotenregelungen für Menschen mit Behinderung und Frauen, Erleichtern des Zuganges zu Universitäten für Afroamerikaner in den USA). Solche als positiv bewerteten Maßnahmen gelten in der österreichischen und deutschen Gesetzgebung nicht als Diskriminierung derjenigen, deren Erfolgschancen sich durch die positiven Maßnahmen verringern (z. B. die damit einhergehende Schlechterstellung männlicher Bewerber, wenn eine Konkurrentin die gleiche/ähnliche Leistung erbringt).
Eine weitere Maßnahme der Affirmative Action ist das sogenannte „contract compliance“, womit gemeint ist, dass bei öffentlichen Aufträgen Firmen bevorzugt werden, die Gleichstellungsziele anstreben bzw. erreichen.
Unter positive action werden meistens Maßnahmen wie Informierung, Schulung und Ermutigung benachteiligter Gruppen oder „codes of practice“ verstanden, die den Benachteiligten helfen sollen, sich selbst aus der Benachteiligung zu befreien, indem die Einflüsse der Diskriminierung reduziert werden. Weitere Maßnahmen sind Herstellung von Chancengleichheit bei Stellenbesetzungen durch korrekte öffentliche Ausschreibungen und die Eindämmung von Seilschaften.

#### Die Begriffepositive Diskriminierungundnegative Diskriminierung
Zur Unterscheidung von Bevorzugung und Benachteiligung wird häufig das Begriffspaar „positive“ und „negative Diskriminierung“ genutzt. Zu beachten ist dabei, dass positive Diskriminierung je nach Autor manchmal im Sinne von Affirmative Action für eine positive Bevorzugung, eine Maßnahme der Förderung einer unterrepräsentierten, nicht aber notwendigerweise diskriminierten Gruppe gemeint ist (z. B. die Frauenquote). So begann die Honecker-Regierung der DDR 1973 eine gezielte Förderungsbewegung bezüglich Frauenbild und -Rolle in Kultur und Medien und nannte dies politik-intern „positive Diskriminierung der Frau“. Es kann aber auch gemeint sein, dass eine Benachteiligung im Sinne einer negativ bewerteten Diskriminierung durch Anknüpfung an eine positive Gruppendefinition erfolgt (s. o.).
Doch wird auch innerhalb der Soziologie zwischen negativer (benachteiligender) und positiver (begünstigender) Diskriminierung unterschieden. Beide folgen sozialen Rollenmerkmalen und sind dementsprechend überall antreffbar, offen, verdeckt oder sogar unbewusst. Sie können sich einerseits z. B. bis zum Rassismus, andererseits bis zum Nepotismus steigern. Ihr Gegenteil, die Gleichheit, also das Absehen von entsprechenden Merkmalen etwa im Rahmen einer Organisation durchzusetzen und aufrechtzuerhalten, ist eine Machtfrage. Da hier Werturteile aus verschiedenen Bezügen (Gender, Klasse, Religion, Ethnos, Verwandtschaft u. a. m.) kollidieren, ist in den begleitenden Meinungskämpfen stets mit einer Ideologisierung zu rechnen.

#### Kritik am Ansatz derAffirmative Action
Kritiker der Affirmative action argumentieren, dass infolge einer immer weiter gefassten Liste aus anti-diskriminierenden Gesetzen, affirmative action, und multikulturellen, egalistischen Einwanderungsregelungen jeder noch so kleine Bereich der amerikanischen Gesellschaft durch die erzwungene Integration geregelt werde, was zu verstärkten sozialen Konflikten und ethnisch und moralisch-kulturellen Spannungen führe.

### Nicht-diskriminierende Sprachverwendung
Um Menschen sprachlich nicht auf ein bestimmtes Merkmal und eine Gruppenzugehörigkeit zu reduzieren und mitmenschliche Gemeinsamkeiten zu betonen, wird vereinzelt auf unterschiedliche Weise versucht, mit den zuschreibenden Begriffen verbundene negative Konnotationen zu unterbinden, z. B. durch das Ersetzen von Begriffen, die als verletzend empfunden werden, durch neue Wortschöpfungen.
Beispiel: Termini wie „Mensch mit einer Behinderung“ ersetzen Termini wie „Behinderter“. Im Rahmen der Frauenforschung entstand die Feministische Linguistik, die Konzepte für eine nicht-sexistische Geschlechtergerechte Sprache entwickelt hat. Dies versucht z. B. die „Bibel in gerechter Sprache“ umzusetzen.
Für die Berichterstattung über Straftaten empfiehlt Ziffer 12.1 des „Pressekodex“ des „Deutschen Presserats“: „In der Berichterstattung über Straftaten wird die Zugehörigkeit der Verdächtigen oder Täter zu religiösen, ethnischen oder anderen Minderheiten nur dann erwähnt, wenn für das Verständnis des berichteten Vorgangs ein begründbarer Sachbezug besteht.“ Denn schon durch die bloße Erwähnung von Unterscheidungsmerkmalen können Vorurteile bestätigt werden.
Im Artikel Politische Korrektheit befinden sich weitere Beispiele zur Vermeidung von sozialer Diskriminierung durch Sprechen und Schreiben.
Kritik solcher Bemühungen
Die Kritik an Bemühungen einer nicht-diskriminierenden Sprachverwendung kann unterschieden werden in zwei Argumentationsstränge. Zum einen lehnen Kritiker der sogenannten Political Correctness diese Sprachregelungen generell ab, zum anderen fordern Kritiker, dass nicht-diskriminierende Sprachverwendung mit Reflexionen über die Effizienz anderen Sprechens und Schreibens einhergehen müsse.
Es ist umstritten, welche Formen anderen Sprechens und Schreibens als legitim und effektiv gelten sollen, ob die Verständlichkeit von Texten und Aussagen erhalten bleibt und ob durch den Zwang, anders zu sprechen und zu schreiben, die Meinungsfreiheit beeinträchtigt wird.
Befürworter einer „robusteren Sprache“ werfen ihren Gegnern vor, Political Correctness (PC) zu betreiben und überempfindlich zu sein. Sprachliche PC-Bemühungen hätten jeweils nur einen temporären Erfolg (vgl. die „Euphemismus-Tretmühle“) und machten einen ständigen Austausch notwendig, weil emotionale Vorbehalte und Abneigungen gegen bestimmte Gruppen sich relativ schnell an den neuen sprachlichen Begriff anhefteten.
Eine geläufige Beobachtung sei, dass stabile Vorurteile rasch auf die immer angestrengter konstruierten und durchgesetzten ‚neutralen‘ Ersatzbegriffe übergehen. Die Theorie der Kollektivsymbolik verdeutlicht, dass das einfache Ersetzen von Begriffen ihnen nicht zwangsläufig den sozial diskriminierenden Gehalt nimmt, da sich die sozial diskriminierenden (rassistischen, sexistischen, behindertenfeindlichen) Bilder und Bedeutungen auch auf die neuen Begriffe übertragen können.

### Anti-Bias-Ansatz / Sensibilität für Diskriminierungen
Um die Gesellschaft auf vorhandene individuelle und strukturelle Diskriminierung aufmerksam zu machen und für deren Folgen zu sensibilisieren, werden pädagogische Maßnahmen durchgeführt, so etwa Anti-Bias-Trainings, Diversity-Trainings oder Anti-Diskriminierungstrainings. Inhalt dieser ist unter anderem eine Auseinandersetzung mit „gesellschaftlichen Schieflagen“ wie Vorurteilen und Diskriminierung. Ziel ist es, Menschen dazu zu bringen, einen (selbst-)kritischen Blick auf Diskriminierungsmechanismen zu werfen, um letztendlich aktiv gegen Ausgrenzungen vorzugehen.
Gemäß Tupoka Ogette wird Diskriminierung oft als „individueller, bewusster Fehltritt der anderen“ missverstanden. Durch mediale Darstellungen würden schweres diskriminierendes Verhalten und Rechtsextremismus oft gemeinsam oder rasch hintereinander behandelt. Das führe zur Vorstellung vieler Menschen, dass nur Rechtsextreme und andere „schlechte Menschen“ so etwas tun würden. In der Folge komme es häufig zu Wut oder empörter Abwehr (sog. White Fragility), wenn eine diskriminierte Person auf ihre Ausgrenzungserfahrungen aufmerksam macht.

## Historie
Diskriminierung kann auf unterschiedlichen Faktoren wie Ethnie, Religion, Geschlecht oder sozialem Status beruhen. Historische Beispiele verdeutlichen die Vielschichtigkeit und die oft katastrophalen Folgen von Diskriminierung. Ein markantes Beispiel ist die Apartheid in Südafrika, die von 1948 bis 1994 andauerte. Die rassistische Politik der Apartheid führte zur strikten Trennung von Bevölkerungsgruppen. Schwarze Südafrikaner wurden systematisch von politischen und wirtschaftlichen Teilhabemöglichkeiten ausgeschlossen. Sie durften nicht in bestimmten Gebieten wohnen, hatten eingeschränkte Bildungs- und Arbeitsmöglichkeiten und wurden von den Weißen als minderwertig angesehen. Die Apartheid endete erst durch den Widerstand der Bevölkerung und die internationale Gemeinschaft, was schließlich zur Wahl von Nelson Mandela als erstem schwarzen Präsidenten Südafrikas führte.
Ein weiteres Beispiel ist die Judenverfolgung im Mittelalter und insbesondere im Dritten Reich. Während des Mittelalters wurden jüdische Gemeinden oft für gesellschaftliche Krisen verantwortlich gemacht. Pogrome und Vertreibungen waren weit verbreitet. Die Diskriminierung gipfelte jedoch in der nationalsozialistischen Ideologie, die systematisch die Juden in Deutschland und Europa verfolgte. Der Holocaust, bei dem rund sechs Millionen Juden ermordet wurden, stellt eines der grausamsten Kapitel der Menschheitsgeschichte dar. Diese Form der Diskriminierung basierte auf rassistischen und antisemitischen Theorien, die von den Nationalsozialisten propagiert wurden.
Die Diskriminierung von Frauen ist ein weiteres historisches Beispiel. Frauen wurden in vielen Kulturen als untergeordnet betrachtet und systematisch von Bildung, politischer Macht und wirtschaftlichen Möglichkeiten ausgeschlossen. Ein Beispiel dafür ist das lange fehlende Wahlrecht für Frauen, das in vielen Ländern erst im 20. Jahrhundert eingeführt wurde. In der Antike, im Mittelalter und in der Neuzeit war das Patriarchat vorherrschend, und Frauen mussten oft um grundlegende Rechte kämpfen. In vielen Ländern dauert der Kampf gegen geschlechtsspezifische Diskriminierung bis heute an.
Auch die Diskriminierung indigener Völker ist ein bedeutendes historisches Beispiel. In Nord- und Südamerika wurden indigene Bevölkerungen nach der Ankunft europäischer Kolonisatoren systematisch entrechtet, versklavt und ermordet. Die europäische Expansion führte zur massiven Dezimierung indigener Bevölkerungen durch Kriege, Zwangsarbeit und Krankheiten. In den USA wurden indigene Völker durch Gesetze wie den Indian Removal Act von 1830 gezwungen, ihre angestammten Gebiete zu verlassen, was zum berüchtigten „Trail of Tears“ führte, bei dem Tausende starben. Bis heute leiden indigene Gruppen unter systematischer Benachteiligung und sozialer Marginalisierung.
Auch die Kastendiskriminierung in Indien ist ein historisch tief verwurzeltes Problem. Das Kastensystem, das sich aus der hinduistischen Tradition entwickelte, unterteilt die Gesellschaft in starre soziale Gruppen, die oft mit unüberwindbaren Barrieren versehen sind. Besonders die sogenannte „Unberührbaren“-Kaste, heute als Dalits bezeichnet, wurde über Jahrhunderte hinweg unterdrückt. Ihnen wurde der Zugang zu Bildung, Berufen und sozialen Interaktionen verwehrt. Trotz gesetzlicher Verbesserungen seit der Unabhängigkeit Indiens 1947 besteht die Diskriminierung gegen Dalits in vielen Bereichen bis heute fort.